# Anders Arvid Arvedson
Anders Arvid Arvedson, född 29 juni 1794 i Norrköping, Östergötlands län, död 10 september 1866 i Risinge församling, Östergötlands län, var en svensk präst.

## Biografi
Anders Arvid Arvedson föddes 1794 i Norrköping. Han var son till loogarvaren och rådmannen Clas Arvedson och Anna Helena Wallbeck. Arvedson blev höstterminen 1815 student vid Uppsala universitet och avlade 1820 filosofie kandidatexamen och 14 juni 1821 magisterexamen. Han blev amanuens vid Uppsala universitetsbibliotek 1822 och blev lektor i grekiska vid Linköpings gymnasium 30 juni 1826 med omedelbart tillträde. Under tiden som lektor var han även gymnasiets rektor 1828–1829. Arvedson prästvigdes 16 oktober 1830 och avlade pastoralexamen 20 oktober 1831. Samtidigt som han var lektor, var han även från 1 mars 1837 kyrkoherde i Skeda församling med tillträde samma år. År 1843 höll han ett tal på latin i anledning av Carl XIV Johans 25-åriga regering. Arvedson blev 22 december 1845 kyrkoherde i Risinge församling, tillträdde 1847 och blev 7 december 1848 prost. Han blev 1860 ledamot av Nordstjärneorden. Arvedson avled 1866 i Risinge församling och begravdes på Risinge nya kyrkogård.

### Familj
Arvedson gifte sig 9 januari 1831 med Fredrica Wilhelmina Hagelin (1801–1880). Hon var dotter till häradsskrivaren Samuel Fredric Hagelin i Björkekinds härad och Anna Ulrica Hertzman. De fick tillsammans barnen lantbrukaren Arvid Johan Fredrik Arvedson (1835–1891), Claes Gustaf Wilhelm Arvedson (1837–1839) och Anna Hilda Wilhelmina Arvedson (1841–1902).

### Översättningar
- 1832 – Utläggning af Pauli bref till de Romare (skriven av August Tholuck), Linköping.[2]